# Зоркий-4
«Зо́ркий-4» — советский фотоаппарат из семейства дальномерных малоформатных аппаратов «Зоркий».
Выпускался Красногорским механическим заводом (КМЗ) в городе Красногорске Московской области в 1956—1973 годах.
Модернизация фотоаппарата «Зоркий-3С». Самая массовая и технически совершенная модель среди фотоаппаратов «Зоркий». Всего выпущено 1 715 677 штук.

## Конструкция и технические характеристики
- Корпус камеры металлический, со съёмной задней стенкой. Видоискатель совмещён с дальномером. Взвод затвора и перемотка плёнки производятся вращением маховичка (заводной головки). Установка выдержки возможна только при взведённом затворе. Приёмная катушка съёмная. Конструкция позволяет использовать как стандартные кассеты, так и двухцилиндровые с раскрывающимся устьем.
- «Зоркий-4» продавался в комплекте с одним из двух объективов — «Юпитер-8» 2/50 (более дорогой вариант) или «Индустар-50» 3,5/50[1]. Есть сведения, что небольшое количество аппаратов было укомплектовано объективом «Юпитер-17» 2/50. Допускает использование сменных объективов с резьбовым соединением M39×1/28,8.
- Фотоаппарат производился в нескольких вариантах с небольшими отличиями, в основном технологического характера. С 1959 года был изменён ряд выдержек в соответствии с новым стандартом: 1, 1/2, 1/4, 1/8, 1/15, 1/30, 1/60, 1/125, 1/250, 1/500, 1/1000 с, до того отрабатывались выдержки 1, 1/2, 1/5, 1/10, 1/25, 1/50, 1/100, 1/250, 1/500, 1/1000 с. Аппараты более ранних вариантов считаются в целом более качественными, чем выпускавшиеся в 1970-е годы. Так, например, в начале 1960-х годов перешли на более технологичный способ крепления металлических борок к шторкам, отчего затвор стал несколько более шумным, и упростили форму верхней крышки; со второй половины 1960-х годов надписи стали наносить краской, а не гравировкой, и они быстро стирались, особенно на лимбе головки выдержек; на аппаратах последних выпусков отсутствуют ушки для шейного ремня и т. п.

| Ёмкость кассеты          | 1,65 м плёнки |
| Число кадров             | 36 |
| Тип затвора              | шторно-щелевой, с горизонтальным движением матерчатых шторок                                                                                 |
| Выдержки затвора         | автоматические от 1/1000 до 1 с, «B» (от руки) и длительная. Выдержки длиннее 1/30 (1/25) с обеспечиваются отдельным механизмом-замедлителем |
| Выдержка синхронизации   | на выдержке 1/30 с (1/25 с) и более длительных, с регулируемым упреждением срабатывания синхроконтакта                                       |
| Рабочий отрезок          | 28,8 мм |
| Штативное гнездо         | с резьбой 1/4" (в ранних выпусках — 3/8") |
| Дополнительное оснащение | диоптрийная поправка видоискателя в пределах ±2,5 диоптрии, автоспуск                                                                        |

| Основной объектив            | Юпитер-8   | Индустар-50  |
| ---------------------------- | ---------- | ------------ |
| Фокусное расстояние          | 50 мм      | 50 мм        |
| Относительное отверстие      | 1:2        | 1:3,5        |
| Шкала диафрагм               | от 2 до 22 | от 3,5 до 16 |
| Резьба для светофильтров     | 40,5×0,5   | 33×0,5       |
| Диаметр для бленд            | 42 мм      | 36 мм        |
| Посадочная резьба объективов | M39×1      | M39×1        |

## Рынок
Розничная цена «Зоркого-4» в СССР в 1960-е годы: с «Индустаром-50» — 38 руб., с «Юпитером-8» — 47 руб.; «Зоркого-4К» в 1970-е годы — 40 руб. и 49 руб. 50 коп. соответственно.
Аппарат экспортировался, продавался за рубежом как под оригинальным наименованием, так и под маркой «Aurora».

## Модификации
На основе «Зоркого-4» также были выпущены фотоаппараты:
- «Мир» — более дешёвый аппарат, отличавшийся от базовой модели упрощённой конструкцией затвора: автоматические выдержки только от 1/500 до 1/30 с, механизм длительных выдержек отсутствует. Вероятно, для «Миров» использовались затворы, изготовленные для «Зорких-4», но забракованные из-за нечёткой отработки выдержки 1/1000 с. Объективы — «Индустар-50», реже «Юпитер-8». В 1959—1961 году выпущено 156 229 шт.;

- «Зоркий-4К» с курковым механизмом взвода затвора и несъёмной приёмной катушкой[5]. Объективы — «Индустар-50» или «Юпитер-8». В 1972—1978 и 1980 годах выпущено 524 646 шт.

- различные фоторегистраторы для использования в научной и военной аппаратуре. Снабжались специальным узлом крепления к оптическому каналу соответствующего прибора. Не имели ненужных в этом случае видоискателя, дальномера, крепления для вспышки. Иностранные коллекционеры называют подобные камеры «Labo»[6][7].

## Основные различия фотоаппаратов
- «Зоркий-4»
барабанный взвод затвора
- «Мир»
уменьшенный диапазон выдержек
- «Зоркий-4К»
курковый взвод затвора